# Jean Léo Testut
Jean Leo Testut (Saint-Avit-Sénieur, 22 de março de 1849 - Bordéus, 16 de janeiro de 1925) foi um dos mais reputados anatomistas do mundo, continuando muitas das suas obras a ser fontes de referência no mundo académico.

## Origens
O pai, Don Juan Testut, havia emigrado para o Beumontois por volta de 1840, tendo-se empregado numa frágua ou forja de La Mouline, pertencente à família de Laulanié de Cruz Santa. Tendo enviuvado casa com a mãe de Jean Leo Testut, natural de Saint-Avit. Mais tarde Juan Testut abre uma quinquilharia em Beumont, na rua de Purtanel, ficando a sua casa de frente para a igreja da localidade.

## Estudos

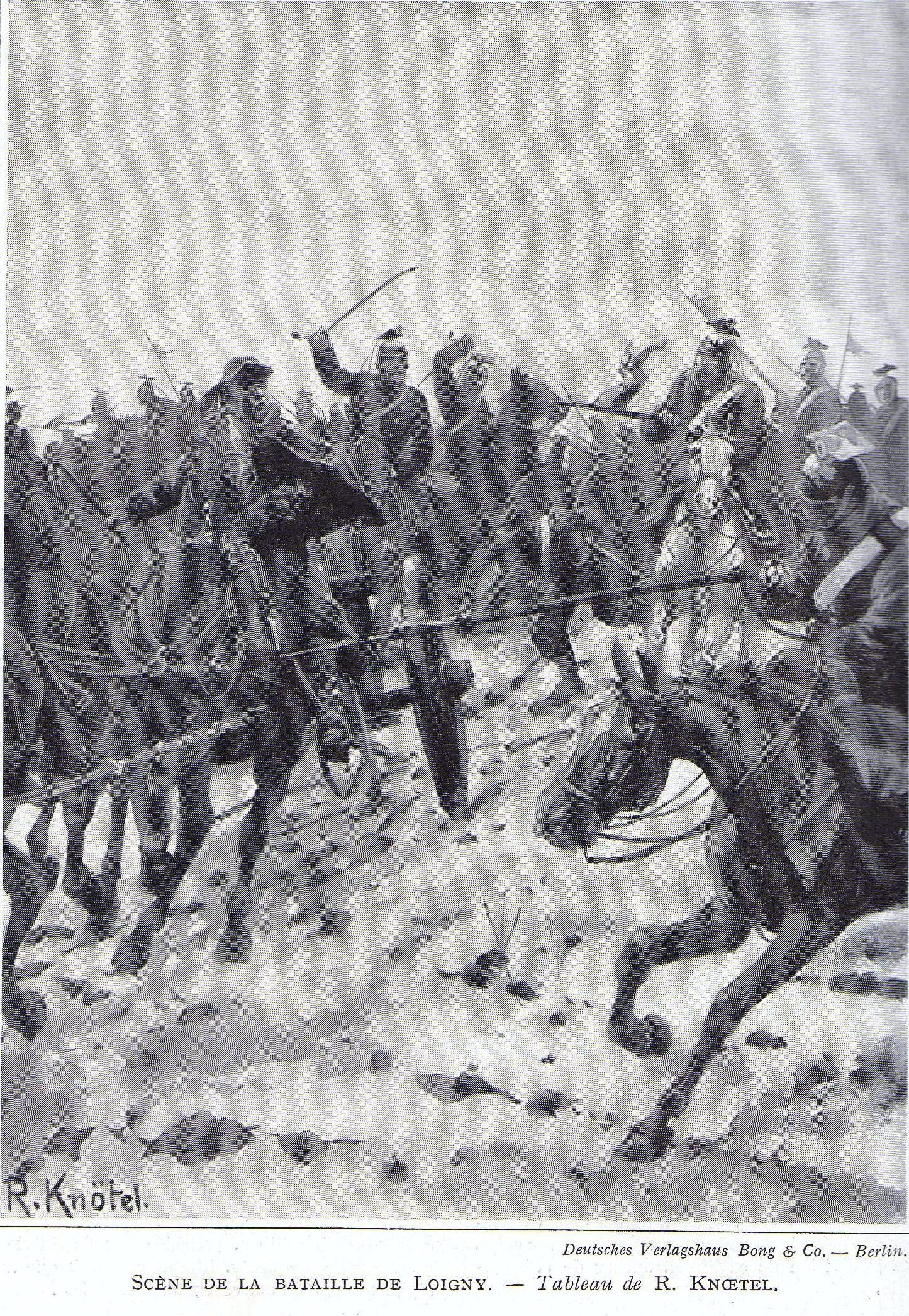
Batalha de Loigny por Richard Knoetel

O pequeno Jean Leo iniciou os seus estudos no seminário local de Bergerac, gozando aí dos ensinamentos do padre Bersange. Mais tarde fez o bacharelato em Sarlat e iniciou os seus estudos médicos em Bordéus. Estudos esse que foram interrompidos em Julho de 1870 pela deflagração da Guerra Franco-Prussiana, uma vez que o estudente é mobilizado para o regimento de Dordogne. Assistiu o doutor Barraud o exército do general Louis Gastón de Sonis na batalha de Loigny. Foi-lhe atribuída a medalha de Legião de Honra por mérito militar, que recusou, embora tenha aceitado a mesma condecoração posteriormente por mérito académico. Embora a guerra tenha acabado em 1871, apenas em 1878 é que Jean Leo Testut regressou à Escola de Medicina de Bordéus, na qual acabou a sua tese de doutoramento, intitulada: "A simetria a as anfractuosidades da pele. Estudo fisiológico e clínico sobre a semelhança de regiões homólogas e órgãos pares". A sua tese granjeia-lhe um grande reconhecimento no meio científico, tendo recebido a medalha de prata da Faculdade de Medicina de Paris, a medalha de ouro da Academia das Ciências Médicas de Bordéus e o prémio Godard da Academia de Medicina Francesa.

## Carreira

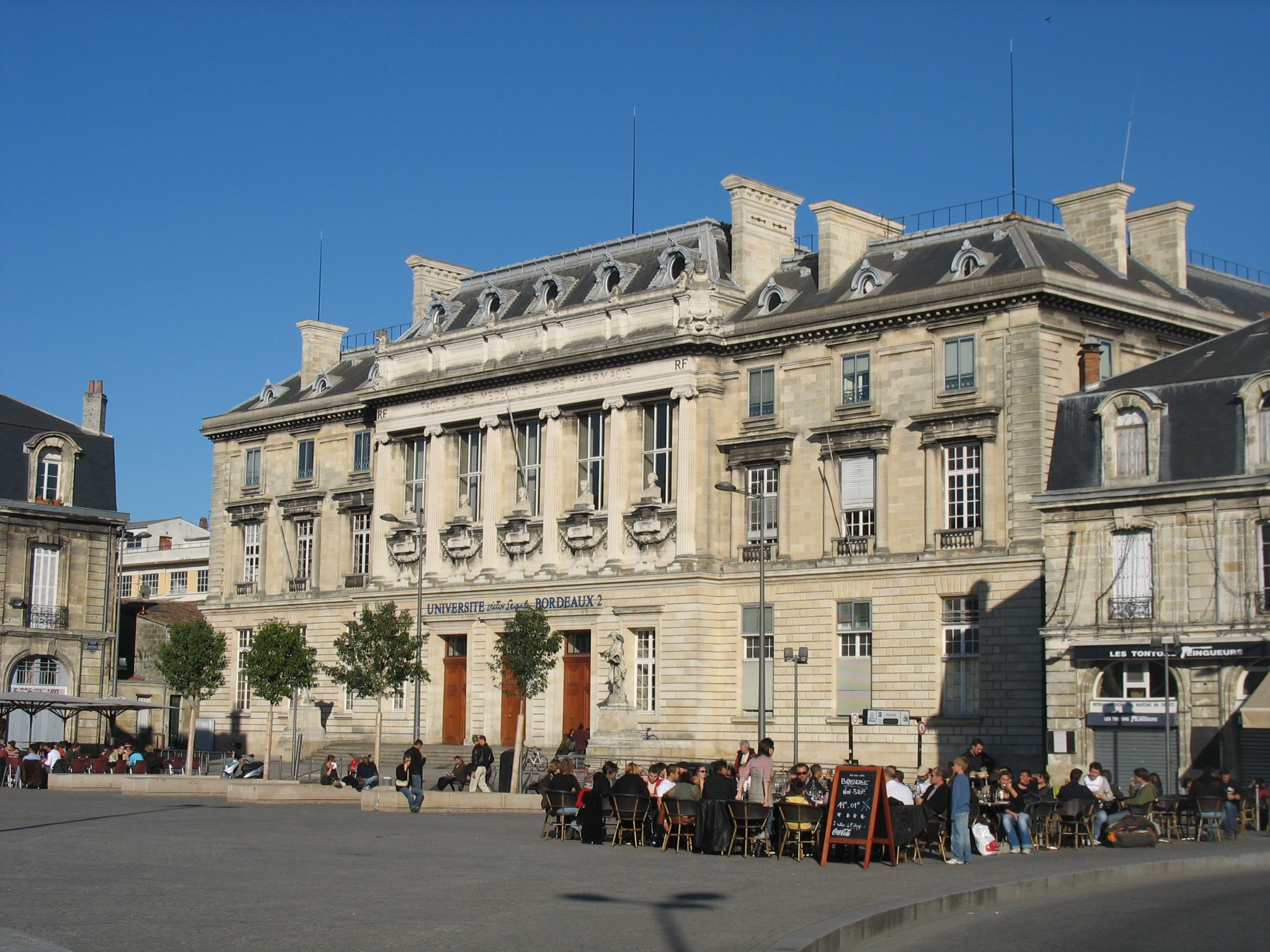
Universidade de Bordéus, onde Testut iniciou a sua carreira

Foi chefe dos Trabalhos Anatómicos da Faculdade de Medicina de Bordéus logo desde 1878, cargo que ocupa até 1884. Em 1881 é nomeado professor agregado da mesma faculdade. Em 1884 muda-se para a Universidade de Lille que troca pela Universidade de Lyon em 1886. Retirou-se do ensino em 1919, com 60 anos, e já reconhecido como um investigador e professor de grande calibre. Contudo o seu trabalho e investigação nas áreas da anatomia, antropologia e até mesmo história não findou, tendo continuado sempre activo até à sua morte em 1925. Hoje em dia existe um museu de anatomia em sua homenagem em Lyon e um colégio Léo Testut em Beumont.

## Obra e publicações
Fundou e dirigiu o Jornal de História Natural de Bordéus do Sudeste, o Anais de Ciências Naturais de Bordéus de Sudeste e a Revista Internacional de Anatomia e Histologia. Realizou mais de 90 publicações nos campos da anatomia, antropologia e história. Contudo, a sua mais significativa e aplaudida obra é o Traité d'anatomie humaine, ainda hoje considerado um dos mais completos e bem ilustrados tratados de anatomia em 4 volumes. Continua a ser bibliografia recomendada em inúmeras Faculdades de Medicina e um dos livros mais consultados por estudantes de medicina.  Embora não se saiba se verídica, circula nos meios estudantis que esta obra massiva e impressionante surgiu da colecção de apontamentos e notas pessoais reunidas por Testut após reprovar os exames de Anatomia várias vezes.